# Jugalbandi

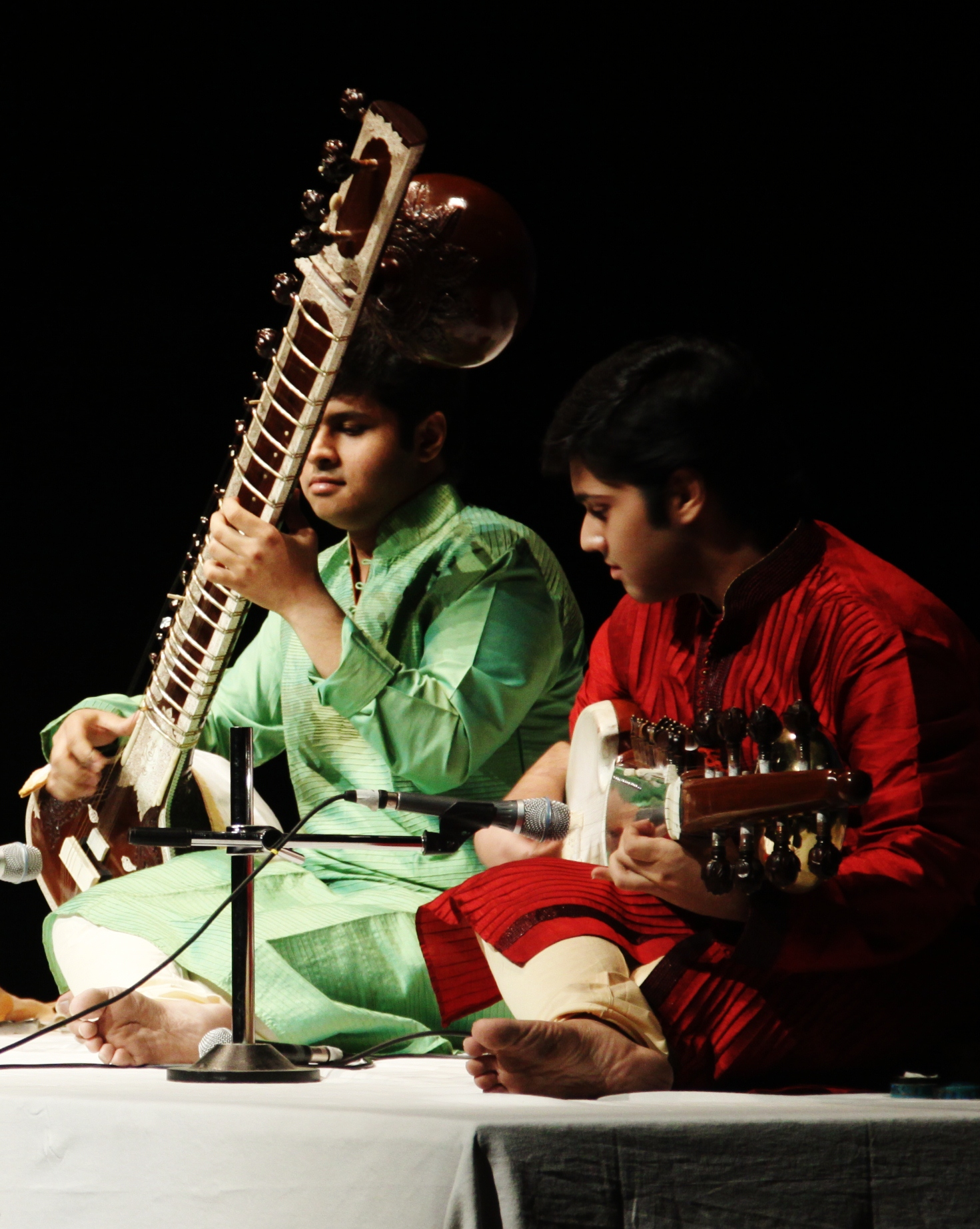
Deux jeunes artistes dans un jugalbandi de sitar et sarod

Le jugalbandi ou jugalbandhi (en kannada : ಜುಗಲ್‌ಬಂದಿ, en devanagari : जुगलबंदी, en ourdou : جگلندئ‍ ; en bengali : যুগলবন্ধী) est un type d'interprétation dans la musique classique indienne, particulièrement celle de l'Hindoustan, qui consiste en un duo de deux solistes,. Le mot jugalbandi signifie littéralement « jumeaux entrelacés ». Le duo peut être vocal ou instrumental.
Le plus souvent les musiciens jouent sur des instruments différents, comme dans les duos célèbres réunissant le joueur de sitar Ravi Shankar et le joueur de sarod Ali Akbar Khan, qui ont joué ce type de musique à partir des années 1940. Il est plus rare que les musiciens (chanteurs ou instrumentalistes) viennent de traditions différentes (par exemple de la musique carnatique et de la musique hindoustanie). Ce qui constitue le style jugalbandi est le fait que les deux solistes se trouvent sur un pied d'égalité. S'il est courant dans un concert de musique savante indienne que deux musiciens jouent ensemble, le concert ne peut être qualifié de jugalbandi que si aucun des deux n'est manifestement le soliste et l'autre l'accompagnement. Dans le jugalbandi, une compétition amicale oppose les deux artistes.

## Jugalbandi carnatique - hindoustani
Un type de jugalbandi de style carnatique et hindoustani est devenu assez courant et réunit l'artiste hindustani accompagné au tabla, et l'artiste carnatique accompagné au mridangam, et parfois aussi au tambûr. Les artistes principaux de chaque tradition présentent une composition dans leur propre style puis collaborent à un morceau commun, qui appartient souvent à un raga commun aux deux traditions, tel que Yaman-Kalyani, Bhairavi-Sindhubhairavi, ou Keeravani.

## Source de la traduction
- (en) Cet article est partiellement ou en totalité issu de l’article de Wikipédia en anglais intitulé « Jugalbandi » (voir la liste des auteurs).